# Казанка (Федоровський район)
Каза́нка (рос. Казанка, башк. Казанка) — присілок у складі Федоровського району Башкортостану, Росія. Входить до складу Теняєвської сільської ради.
Населення — 2 особи (2010; 13 в 2002).
Національний склад:
- чуваші — 100%